# اتاقک ماگما

اتاقک ماگما با شماره ۱۱ مشخص شده‌است.

اتاقک‌های ماگما در بالای یک ورقه فرورانشی

اتاقک ماگما یا آشیانه ماگما (انگلیسی: Magma chamber) حفره‌ای بزرگ از سنگ مذاب است که در زیر سطح زمین قرار دارد. سنگ مذاب یا ماگما در این محفظه تحت فشار شدید است و این فشار می‌تواند به تدریج سنگ‌های اطراف آن را شکسته و راهی برای خروج ماگما به سمت بالا ایجاد کند. اگر ماگما بتواند به سطح زمین راه یابد، فوران آتشفشانی روی می‌دهد و در نتیجه آن آتشفشان بر روی اتاقک ماگما شکل می‌گیرد. تشخیص اتاقک‌های ماگما در ژرفای زمین دشوار است و بنابراین بیشتر اتاقک‌های شناخته شده در نزدیکی سطح زمین و عموماً در عمق ۱ تا ۱۰ کیلومتری قرار دارند.

## ویژگی‌ها و پویایی
ماگما از راه شکاف‌های موجود در پوسته و به دلیل چگالی کمتر نسبت به سنگ‌های پیرامون به سمت بالا حرکت می‌کند. زمانی که ماگما نمی‌تواند راهی به بالا پیدا کند، در یک اتاقک ماگما فشرده می‌شود. این اتاقک‌ها با گذشت زمان بر اثر تزریق افقی یا عمودی ماگما ایجاد می‌شوند. نفوذ ماگمای جدید باعث واکنش بلورهای از پیش موجود در اتاقک ماگما و افزایش فشار در اتاقک می‌شود.
ماگمای ساکن با تبلور اجزایی با دمای ذوب بالاتر مانند الیوین به ویژه در نزدیکی دیواره‌های سردتر اتاقک ماگما شروع به سردشدن کرده و کنگلومرایی از کانی‌های با چگالی بیشتر را پدیدمی‌آورد که در ماگما فرومی‌روند (سنگ انباشتی). با ادامه فرایند سردشدن، کانی‌های دیگری اشباع شده و با تغییر نوع سنگ معمولاً گابرو، دیوریت، تونالیت، سینیت و گرانیت تشکیل می‌شود.
اگر ماگما برای مدتی طولانی در اتاقک باقی بماند، می‌تواند با مواد دارای چگالی کمتر چینه‌بندی شده و با فرورفتن مواد چگال‌تر به سمت بالا حرکت کند. سنگ‌های انباشته‌شده در لایه‌ها یک لایه نفوذی را تشکیل می‌دهند.
اگر ماگما نتواند بر اثر فوران آتشفشانی به سطح زمین راه یابد، در عمق زمین به آهستگی سرد شده و با تبلور خود سنگ آذرین نفوذی را پدیدمی‌آورد. ژرف‌توده، سنگ خارا یا گابرو نمونه‌هایی از این وضعیت هستند.
اغلب اوقات یک آتشفشان ممکن است دارای اتاقک ماگما در ژرفای چند کیلومتری باشد که اتاقک‌های ماگمای سطحی در نزدیکی دهانه آتشفشان را تغذیه می‌کند. موقعیت اتاقک‌های ماگما را می‌توان با مطالعات لرزه‌شناسی مشخص کرد. امواج لرزه‌ای ناشی از زمین‌لرزه در سنگ‌های مایع با سرعت کمتری نسبت به سنگ‌های سخت و جامد عبور می‌کنند و محل کاهش سرعت امواج می‌تواند وجود اتاقک ماگما را آشکار سازد.
هنگام فوران آتشفشان، سنگ‌های اطراف آن به درون اتاقک ماگمای خالی فرو می‌ریزد و اگر اندازه اتاقک تا حد زیادی کاهش یابد، فرورفتگی پدیدآمده در سطح، یک کاسه آتشفشانی را یه وجود می‌آورد.